# Prins Willem (schip, 1650)

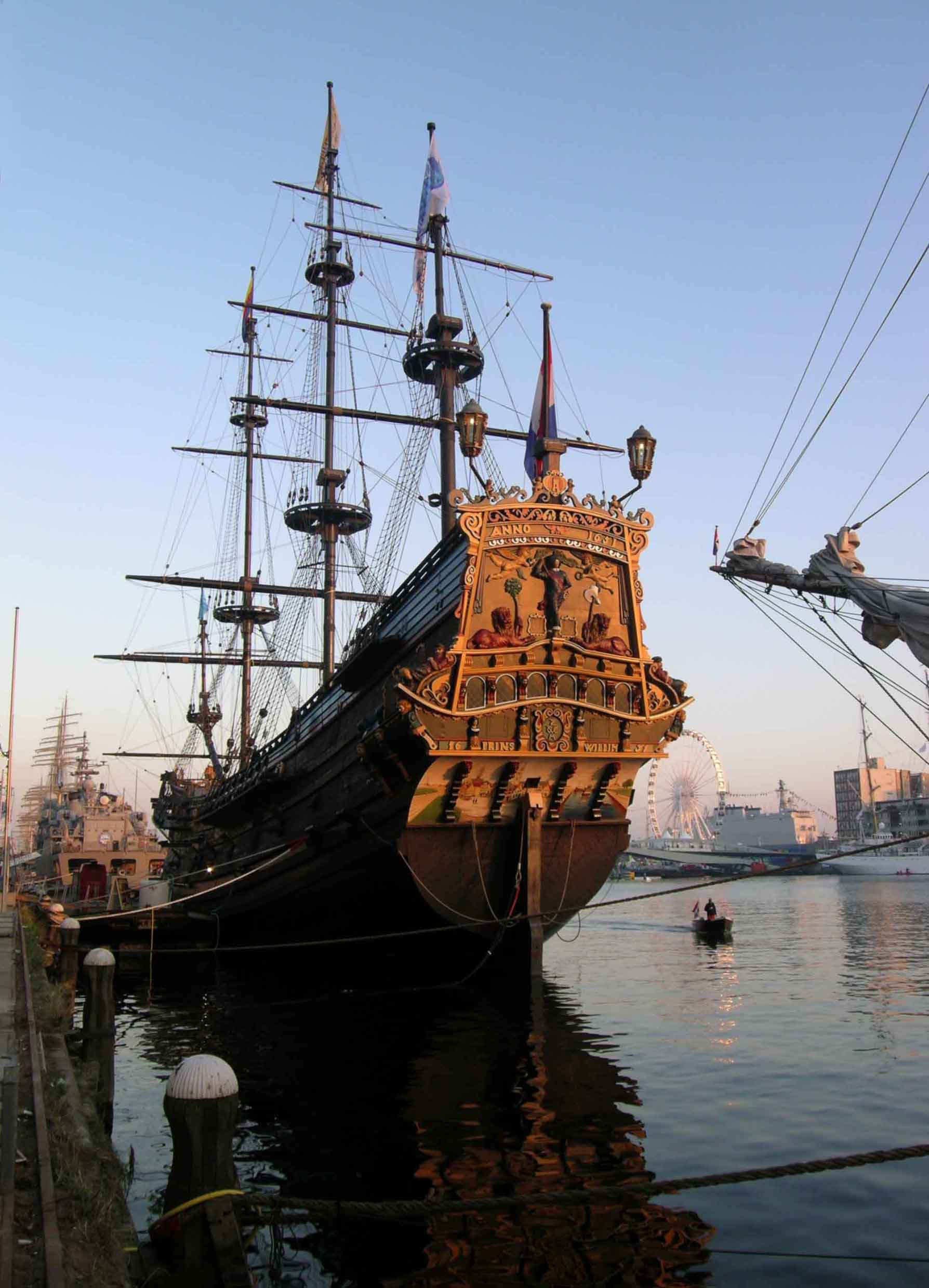
Het nagebouwde schip op Sail 2005 in Amsterdam

De Prins Willem (ook: Prins Willim) was een spiegelretourschip van de Verenigde Oostindische Compagnie (VOC) gebouwd in 1650. Deze zéér grote Oost-Indiëvaarder was in gebruik bij de VOC tussen 1650 en 1662. Het schip werd in 1650 gebouwd in Middelburg voor de De Kamer van de VOC in Zeeland.
Het was een zeer groot schip, waarschijnlijk het grootste spiegelretourschip van de VOC ooit. Het schip had een lengte van 52 meter (170 Middelburgse Blooise voet of 181 Amsterdamse voet), een breedte van 14 meter en een laadvermogen van 1200 ton. (Ter vergelijking de Windhond, het vlaggenschip van Amsterdam, van de tweede reis van Willem Barents samen met Jacob van Heemskerck uit 1595 was slechts 210 ton groot). De Prins Willem had 54 stukken en was genoemd naar de stadhouder prins Willem II.
De Prins Willem werd noodgedwongen het vlaggenschip van de opstandige viceadmiraal Witte de With tijdens de Eerste Engels-Nederlandse Oorlog tijdens de Slag bij de Hoofden, tussen de monding van de Theems en het Nauw van Calais op 8 oktober 1652. De With was eerder als bevelvoerder geweigerd door de bemanning van het legendarische vlaggenschip Brederode en moest tot zijn grote woede, het bevel voeren vanaf het VOC-schip Prins Willem. De zeeslag werd door de Nederlanders verloren.

## Het einde
Op 11 februari 1662 was de Prins Willem met de retourvloot op de terugreis van Batavia naar Nederland toen het schip tijdens een zware storm met man en muis verging op 25/26°ZB bij het eiland Brandon (Madagaskar) in de Indische Oceaan. Het verging samen met drie andere schepen: de Arnhem, de Gekroonde Leeuw en de Wapen van Holland.

## Scheepsmodel

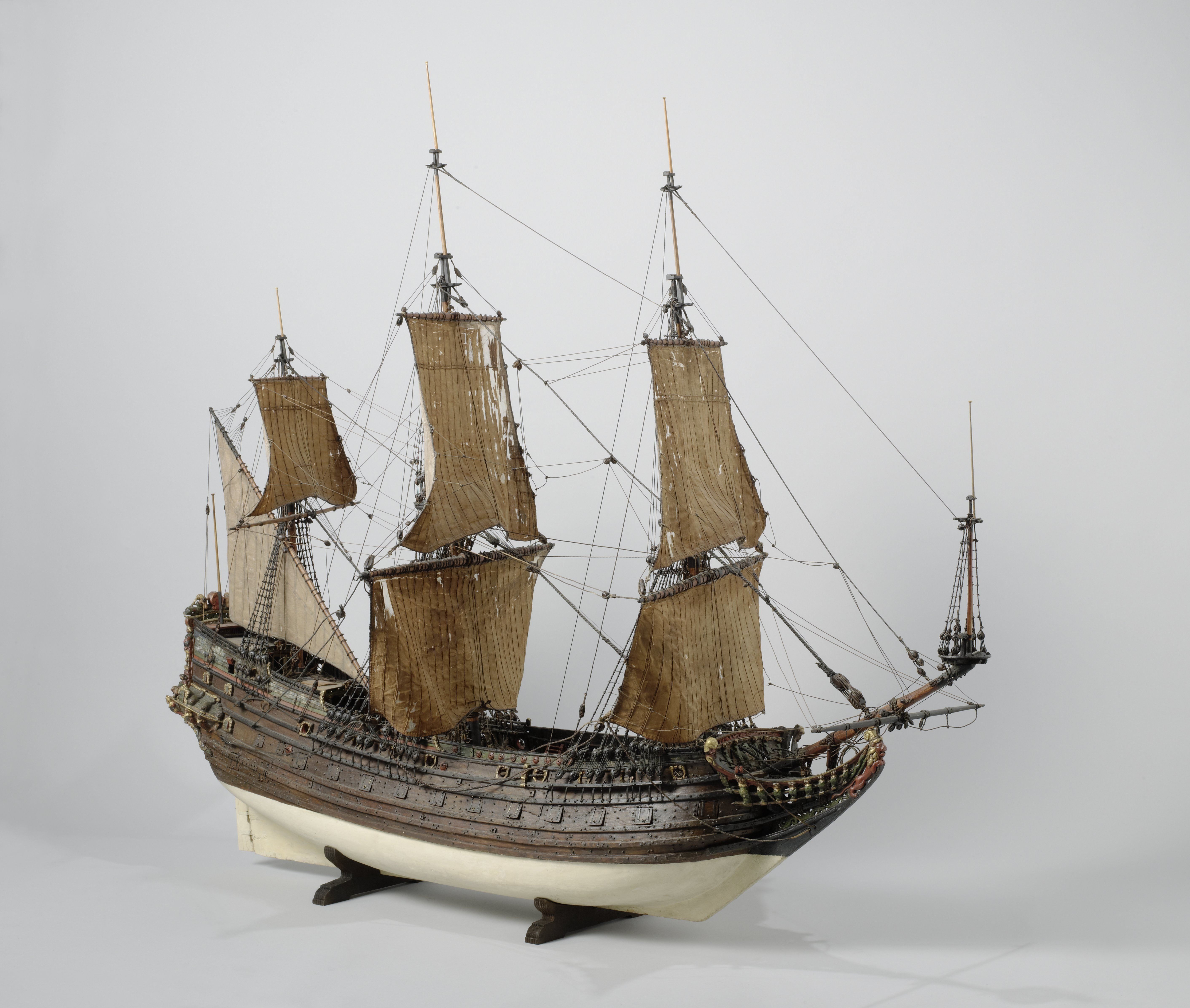
Scheepsmodel van de Prins Willem in het Rijksmuseum Amsterdam, NG-NM-11911

Nog vóór de Slag bij de Hoofden in 1652, werd in 1651 een scheepsmodel van de Prins Willem van 115 × 142 × 60 cm gemaakt. Het model werd aan het eind van de 19de eeuw door een verzamelaar 'ontdekt'. In 1907 werd het aan het Rijksmuseum in Amsterdam geschonken. Wie de maker en de opdrachtgever van het model waren, is niet bekend.